# 三行広告探偵社
三行広告探偵社(さんぎょうこうこくたんていしゃ)は、過去に日本テレビで放映されていた深夜テレビ番組。

## 概要
キャイ〜ンの二人(天野ひろゆき、ウド鈴木)が、新聞に掲載されている怪しげな内容の「三行広告」の真相を確かめる為に潜入し調査するという内容。それぞれが自ら電話を掛けて、撮影しながら潜入する。不思議な仕事の紹介から風俗系など扱う内容は多岐にわたっていた。

## 書籍
- キャイ〜ンの三行広告探偵社（1996年3月、ソニーマガジンズ）

## スタッフ
- 演出・村上和彦、山崎哲
- ディレクター・鈴木こうじ、栗原甚、黒田章博、小林真尚、西田隆一

- 構成・高草木靖治
- AD・小田吏佐、宇佐美卓也
- リサーチ・権谷優子、田中英志
- 撮影・赤須宣幸、野崎正幸
- 音声・鴇田晴海、高岡彰吾
- 編集・今坂正純
- VTR・高橋和幸、吉田誠
- MA・小幡聡
- 音効・加藤つよし
- 美術・高野豊
- デザイン・渡辺俊孝
- 制作協力・NTV映像センター
- プロデューサー・村上和彦、長濱薫(NTV映像センター)
- 製作著作・日本テレビ